# ایوستون
ایوستون (به انگلیسی: Eavestone) یک روستا و محله مدنی در بریتانیا است که در بخش هروگت واقع شده‌است. ایوستون ۲۰ نفر جمعیت دارد.